# 海南木茎香草
海南木茎香草（学名：Lysimachia navillei var. hainanensis）为报春花科珍珠菜属木茎香草的变种。分布于海南岛等地，生长于海拔900米至1,200米的地区，一般生于山地林下，目前尚未由人工引种栽培。

## 别名
海南木排草（海南植物志）